# Saint David (Saint Vincent i Grenadyny)

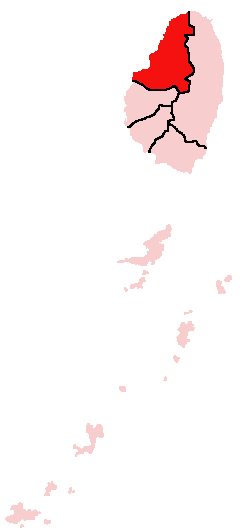
parafia Saint David

Saint David (pl. Święty Dawid) – parafia, będąca jednostką administracyjną Saint Vincent i Grenadyn położoną na wyspie Saint Vincent. Jej stolicą jest Chateaubelair.